# Haydée Martínez de Osorio
Haydée Martínez de Osorio là một quan chức Liên Hợp Quốc Venezuela và là cựu Chủ tịch của UNICEF (1983-1984). Bà là Tổng giám đốc của Viện trẻ em quốc gia Venezuela  và trước đây là Đại diện khu vực của UNICEF tại Argentina, Chile và Uruguay.